# Zhang-Fei-Tempel (Yunyang)
Der Zhang-Fei-Tempel (chinesisch 张飞庙, Pinyin Zhāng Fēi Miào, englisch Zhang Fei Temple) oder Tempel des Markgrafen Zhang von Huan (张桓侯庙,  Zhāng Huán hóu miào, englisch Zhang Huanhou Memorial Temple) im Kreis Yunyang der regierungsunmittelbaren Stadt Chongqing in der Volksrepublik China wurde zu Ehren des Shu-Han-Generals Zhang Fei, einem chinesischen Militärführer der Zeit der Drei Reiche (220-280), errichtet, einem der Fünf Tigergeneräle von Shu Han und Waffenbruder von Liu Bei und Guan Yu. Der Tempel blickt auf eine Geschichte von über 1.700 Jahren zurück.
Er lag ursprünglich am Fuß des Fliegenden-Phönix-Berges (飞凤山,  Feifeng Shan) am Südufer des Jangtsekiang gegenüber der Kreisstadt. Der Legende nach wurde das Gold zur Finanzierung des Tempelbaus aus dem Jangtsekiang gefischt, zusammen mit dem abgeschlagenen Kopf des Generals, der von zwei Untergebenen getötet worden war. Im Volksmund heißt es: „Der Körper ist in Langzhong, der Kopf in Yunyang“ (身在阆中，头在云阳). Die ursprüngliche Tempel wurde 1870 durch eine Flut zerstört und im Baustil der späten Qing-Zeit wiederaufgebaut.
Die ursprüngliche Tempelstätte liegt heute wegen der Drei-Schluchten-Talsperre unterhalb des Wasserspiegels, der Tempel und seine Kulturgegenstände wurden jedoch gerettet: er wurde 2002/2003 an einer neuen, höhergelegenen Stätte 32 km flussaufwärts wiederaufgebaut. Der Tempel befindet sich nun im Dorf Long’an (龙安村) des Straßenviertels Panlong der Kreisstadt.
Abbau, Transport und Wiederaufbau des Tempels kosteten ca. 70 Millionen Yuan (8,5 Millionen US-Dollar). Dies war die größte mit dem Bau des Drei-Schluchten-Damms verbundene Gebäudeverlegung.
Der Zhang-Fei-Tempel (Zhang Huan hou miao) steht seit 2001 auf der Liste der Denkmäler der Volksrepublik China (5-380).